# イソッタ・フラスキーニ・ティーポ6 LMH-C
イソッタ・フラスキーニ・ティーポ6 LMH コンペティツィオーネ (Isotta Fraschini Tipo6 LMH Competizione) は、イソッタ・フラスキーニがル・マン・ハイパーカー（LMH）規定に基づき、FIA 世界耐久選手権（WEC）への参戦用に開発されたプロトタイプ・レーシングカー。ティーポ6 LMH-Cや、ティーポ6-Cとも表記される。

## 概要
かつて高級車を製造していたイタリアのイソッタ・フラスキーニがブランドの復活とともに、2022年10月にFIA 世界耐久選手権（WEC）への参戦を表明し、翌年の3月に正式な発表を行ったル・マン・ハイパーカー（LMH）規格の車両である。開発はコンポジットメーカーのARSや長年フェラーリのレーシングカー開発を行ってきたミケロット（いずれもイタリア）が担当し、空力開発はウィリアムズの風洞で行う。
エンジンはドイツのHWAと共同で開発した3リットルV6シングルターボを搭載、加えてフロントアクスルにボッシュ製の200kW（約270馬力）ハイブリッドシステムを搭載し、最大700馬力の四輪駆動車となる。グリッケンハウスとヴァンウォールはいずれもノンハイブリッドで開発したため、プライベーター系チームのLMH車両としては初のハイブリッド車両となる。
発表後は2023年4月にシェイクダウン、7月にモンツァでテストおよびデモ走行、それ以降もイタリアでのテスト走行を重ね、当初の目標であった2023年中のスポット参戦によるデビューこそならなかったものの、2024年シーズンで参戦。同年のル・マンは完走したものの、ノーポイントで後述の通りシーズン途中で撤退し、2025年のエントリーリストにも名前は無かった。
なお、市販車両としてサーキット走行用のPista（ピスタ）および公道走行可能なStrada（ストラーダ）も計画されており、前者はモンツァでのデモラン後にコンペティツィオーネ仕様に換装、後者は2023年の11月にミラノ市内と思われる場所を実際に走行している様子が投稿されている。

## レース活動

### 2024年
2024年シーズンからデビューし、WECでの車両名はIsotta Fraschini Tipo6-Cとなる。当初はイギリスのベクター・スポーツと提携していたが、ベクター・スポーツがイソッタ側の契約違反を訴えてプログラムから離脱し、フランスのデュケーヌがチーム運営を行う。
当初のエントリーリストでは、ドライバーはジャン＝カール・ベルネイと2023年のヨーロピアン・ル・マン・シリーズでLMP3クラスチャンピオンとなったアレッハンドロ・ガルシアの2名が起用されると発表されていたが、2月に体制変更を発表。ガルシアに代わり、アロンソ・アカデミー出身のドライバーであるカール・ベネットが起用された。これに、アントニオ・セッラバッレを加えた3名で参戦する。
第6戦（ローン・スター・ル・マン）を前にした8月21日、突如としてWECからの即時撤退を表明した。理由としてはチーム運営をしていたデュケーヌとの「意見の不一致」によるものである。

## 戦績

### FIA 世界耐久選手権
| 年   | チーム                 | クラス       | No. | ドライバー               | Rds. | 1       | 2      | 3      | 4      | 5       | 6   | 7   | 8   | Pts. | Pos. |
| ---- | ---------------------- | ------------ | --- | ------------------------ | ---- | ------- | ------ | ------ | ------ | ------- | --- | --- | --- | ---- | ---- |
| 2024 | イソッタ・フラスキーニ | ハイパーカー | 11  | アントニオ・セッラバッレ | 1-5  | QAT Ret | IMO 17 | SPA 15 | LMS 14 | SÃO Ret | COA | FUJ | BHR | 0    | 9位  |
| 2024 | イソッタ・フラスキーニ | ハイパーカー | 11  | カール・ベネット         | 1-5  | QAT Ret | IMO 17 | SPA 15 | LMS 14 | SÃO Ret | COA | FUJ | BHR | 0    | 9位  |
| 2024 | イソッタ・フラスキーニ | ハイパーカー | 11  | ジャン＝カール・ベルネイ | 1-5  | QAT Ret | IMO 17 | SPA 15 | LMS 14 | SÃO Ret | COA | FUJ | BHR | 0    | 9位  |